# Aqüeducte de les Arcades (Perpinyà)
L'aqüeducte de les Arcades és una obra hidràulica que permet que el canal de Perpinyà, procedent d'Illa, salvi la depressió al sud de Perpinyà entre el turó del Serrat d'en Vaquer i el de Puig Joan. El seu origen (i el del canal) cal situar-lo al segle xii quan es van fer les primeres canalitzacions, i l'obra va prendre la seva forma actual quan va caldre aigua al segle xiv pel creixement de la ciutat de Perpinyà, i especialment pel Palau dels Reis de Mallorca. El canal (amb l'aqüeducte) encara es troba en funcionament.

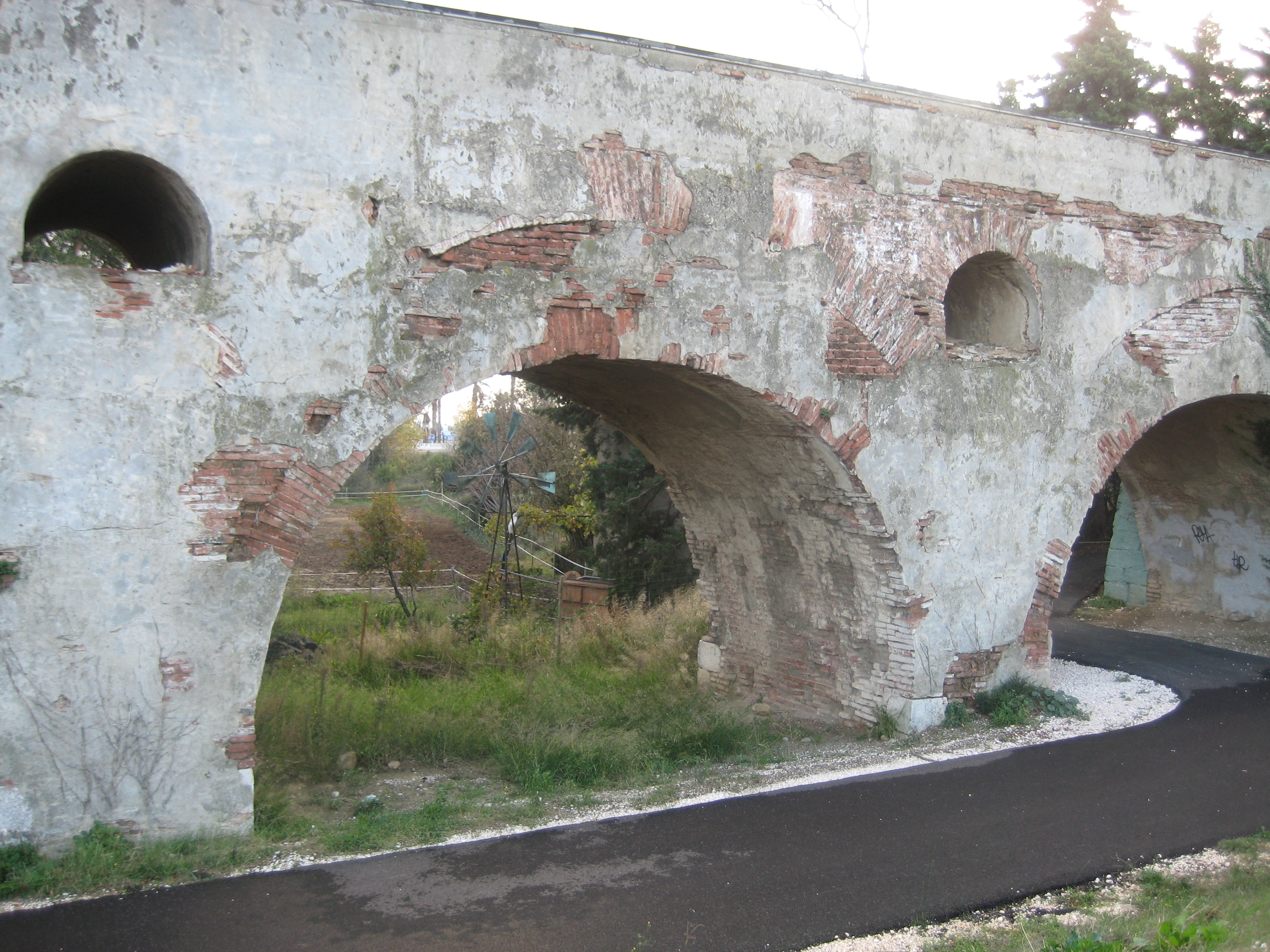
Detall dels arcs.

L'aqüeducte fa 300 metres de llarg, 4,60 metres d'ample i 13 metres d'alt, i és suportat per 21 arcs de cairons rejuntats amb morter de calç.